# Journal of Molecular Biology
Das Journal of Molecular Biology, abgekürzt J. Mol. Biol, ist eine wissenschaftliche Zeitschrift, die vom Elsevier-Verlag veröffentlicht wird. Die erste Ausgabe erschien im April 1959. Derzeit erscheint die Zeitschrift mit 50 Ausgaben im Jahr. Die Zeitschrift veröffentlicht Artikel aus allen Bereichen der Molekularbiologie.
Der Impact Factor lag im Jahr 2014 bei 4,333. Nach der Statistik des ISI Web of Knowledge wird das Journal mit diesem Impact Factor in der Kategorie Biochemie & Molekularbiologie an 71. Stelle von 289 Zeitschriften geführt.
Chefherausgeber ist Peter Wright, Scripps Research Institute, La Jolla, Vereinigte Staaten von Amerika.